# Cementerio viejo de San Nicolás

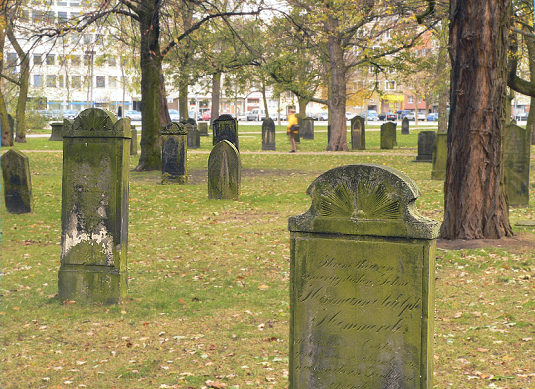
Cementerio antiguo de San Nicolás, hoy convertido en un parque en al fondo de Klagesmarkt

El cementerio viejo San Nicolás, en Hannover es un cementerio histórico, establecido en la Edad Media en torno a la capilla Nicolás, y sirve a la ciudad de jardín tras su abandono en el siglo XIX. Se localiza cerca del centro de la ciudad, en Klagesmarkt, y cuenta con importantes monumentos, siendo uno de los más bellos la tumba del poeta Ludwig Christoph Heinrich Hölty, con la estatua de bronce de un hombre joven afligido.
- Datos: Q438184
- Multimedia: Alter St.-Nikolai-Friedhof (Hannover) / Q438184